# Justin Moore
Justin Cole Moore (Poyen, 30 de março de 1984) é um cantor e compositor norte-americano. Após assinar contrato discográfico com a Valory Music Group, uma subsidiária da Big Machine Records, Moore lançou três álbuns de estúdio: Justin Moore em 2009, Outlaws Like Me em 2011 e Off The Beaten Path em 2013. Os três álbuns geraram nove singles, dentre eles estão "Small Town USA", "If Heaven Wasn't So Far Away" e "Point At You".

## Carreira musical
Moore começou a tocar durante seu primeiro ano do ensino médio. Depois de se formar, ele se juntou a banda de rock de seu tio, Southern e se mudou para Nashville, Tennessee, em 2002.
Através do procurador  de música Bernie Cahill, ele conheceu um jovem produtor, em Nashville, Jeremy Stover, que o apresentou a Scott Borchetta, um executivo da indústria que estava planejando lançar a The Valory Music Co. Borchetta prometeu dar-lhe um contrato de gravação se ele fosse paciente.

## Discografia
- Justin Moore (2009)
- Outlaws Like Me (2011)
- Off The Beaten Path (2013)

## Prêmios e indicações
| Ano  | Prêmiação                          | Categoria                               | Indicação                      | Resultado |
| ---- | ---------------------------------- | --------------------------------------- | ------------------------------ | --------- |
| 2011 | Inspirational Country Music Awards | Mainstream Inspirational Country Song   | "If Heaven Wasn't So Far Away" | Venceu    |
| 2011 | Inspirational Country Music Awards | Inspirational Video                     | "If Heaven Wasn't So Far Away" | Venceu    |
| 2012 | American Country Awards            | Artist of the Year: Breakthrough Artist | Ele mesmo                      | Indicado  |
| 2014 | Academy of Country Music Awards    | New Artist of the Year                  | Ele mesmo - Venceu             |           |